# Vlag van Creuse

Vlag van Creuse

De vlag van Creuse is de niet-officiële vlag van het Franse departement Creuse. Net als de meeste andere departementen van Frankrijk heeft Creuse geen officiële vlag, maar wordt de hier rechts afgebeelde vlag op niet-officiële wijze gebruikt. De vlag is afgeleid van het wapen van dit departement.
De vlag bestaat uit een blauwe achtergrond bezaaid met gele lelies. Over de vlag loopt een brede rode diagonaal van de linkerbovenhoek naar de rechteronderhoek. Op de rode baan staan drie witte leeuwen, elk naar links kijkend.
Deze vlag is ook die van de voormalige provincie Marche, waartoe het departement historisch behoorde.

Vlag van Marche